# کلود، دوک گیز
کلود، دوک گیز (انگلیسی: Claude, Duke of Guise; ۲۰ اکتبر ۱۴۹۶ – ۱۲ آوریل ۱۵۵۰) فرمانده نظامی اهل فرانسه و نخستین دوک گیز بود او دومین فرزندرنه دوم، دوک لورن و همسرش فیلیپا بود و در هفده سالگی با آنتونت بوربون دختر فرانسوا، دوک واندوم ازدواج کرد او در نبرد مارینیانو شرکت کرد و به جهت شرکت در این جنگ و بیست و دو زخمی که در جریان این نبرد برداشت و جان به در بردنش با وجود این زخم ها شاخص شد.